# Pallacanestro Olimpia La Spezia
Der A.S.D. Pallacanestro Olimpia La Spezia ist ein italienischer Sportverein der Stadt La Spezia. Die Frauenbasketballmannschaft des Clubs spielte 2008/2009 in der Serie A2.
Die Mannschaft übernahm den Platz des A.S. Basket Spezia Club, der zuvor mehrmals in der Serie A1 gespielt hatte. Im Sommer 2008 musste die damalige Frauenmannschaft den Titel jedoch an den Women Basketball Livorno abgeben.